# ملادن رومیچ
ملادن رومیچ (کرواتی: Mladen Romić؛ ۲۳ مهٔ ۱۹۶۲ – ۱۹ ژانویهٔ ۲۰۰۶) بازیکن فوتبال اهل کرواسی بود.
از باشگاه‌هایی که در آن بازی کرده‌است می‌توان به باشگاه فوتبال زاگرب و باشگاه فوتبال رییکا اشاره کرد.
وی همچنین در تیم ملی فوتبال کرواسی بازی کرده‌است.